# 国家圣诞树
国家圣诞树（National Christmas Tree）是一颗大型常绿树，位于华盛顿哥伦比亚特区白宮附近，椭圆形草坪东北象限。自1923年以来，每一年这棵树被装饰为圣诞树。每年十二月初，由美国总统点亮树上的圣诞灯饰。自罗斯福以来的每一位总统都在亮灯仪式上发表正式讲话。自1954年以来，这一活动标志着长达一个月的“和平盛会”的开始。较小的树代表美国哥伦比亚特区。